# Municipio de Pilot (Carolina del Norte)
El municipio de Pilot (en inglés: Pilot Township) es un municipio ubicado en el  condado de Surry en el estado estadounidense de Carolina del Norte. En el año 2010 tenía una población de 4.020 habitantes.

## Geografía
El municipio de Pilot se encuentra ubicado en las coordenadas 36°22′55.5″N 80°28′33.21″O / 36.382083, -80.4758917.